# Nowoczeboksarsk
Nowoczeboksarsk (ros. Новочебоксарск) – miasto w Rosji (Czuwaszja), nad Wołgą.
W mieście znajduje się Czeboksarska Elektrownia Wodna o mocy 1400 MW. Liczba mieszkańców miasta w 2020 roku wynosiła 127 tys.
W mieście rozwinął się przemysł chemiczny oraz lekki.

## Miasta partnerskie
- Žatec, Czechy
- Sterlitamak, Rosja